# Magny-Lormes
Magny-Lormes – miejscowość i gmina we Francji, w regionie Burgundia-Franche-Comté, w departamencie Nièvre.
Według danych na rok 1990 gminę zamieszkiwało 86 osób, a gęstość zaludnienia wynosiła 10 osób/km² (wśród 2044 gmin Burgundii Magny-Lormes plasuje się na 824. miejscu pod względem liczby ludności, natomiast pod względem powierzchni na miejscu 1008.).